# Nurzec-Stacja (village)
Pour les articles homonymes, voir Nurzec-Stacja.
Nurzec-Stacja est un village polonais de la voïvodie de Podlachie et du powiat de Siemiatycze. Il est le siège de la gmina de 
Selon le recenssement de la commune de 1921, ont habité dans le village 156 personnes, dont 81 étaient catholiques, 30 orthodoxes, 7 évangélique et 38 judaïques. Parallèlement, 91 habitants ont déclaré avoir la nationalité polonaise, 26 la nationalité biélorusse, 1 la nationalité allemand et 38 la nationalité juive. Dans le village, il y avait 16 bâtiments habitables.
Nurzec-Stacja et comptait 2 000 habitants en 2006.